# Ancylorhynchus oldroydi
Ancylorhynchus oldroydi là một loài ruồi trong họ Asilidae. Ancylorhynchus oldroydi được Lindner miêu tả năm 1961. Loài này phân bố ở vùng nhiệt đới châu Phi.